# فرانکن وینهایم
فرانکن وینهایم (به آلمانی: Frankenwinheim) یک شهر در آلمان است که در بایرن واقع شده‌است.

## خصوصیات
فرانکن وینهایم ۱۴٫۷ کیلومترمربع مساحت دارد ۲۳۷ متر بالاتر از سطح دریا واقع شده‌است.